# Recopa Sudamericana 2023
La Recopa Sudamericana 2023 è stata la trentunesima edizione della Recopa Sudamericana. La competizione ha opposto, con partite di andata e ritorno, i vincitori della Coppa Libertadores dell'anno precedente e i vincitori della Coppa Sudamericana dell'anno precedente, rispettivamente il Flamengo e l'Independiente del Valle.
L'Independiente del Valle ha conquistato il trofeo per la prima volta, sconfiggendo il Flamengo ai tiri di rigore per 5-4, dopo aver vinto la partita d'andata e perso quella di ritorno, entrambe per 1-0.

## Tabellini

### Andata
| Arbitro: | Maza |

|               |           |  |
| Carabajal 69’ | Marcatori |  |

### Ritorno
| Arbitro: | Matonte |

|                                                         |                      |                                             |
| De Arrascaeta 90+6’                                     | Marcatori            |                                             |
| De Arrascaeta David Luiz Everton Gerson Gabriel Barbosa | Tiri di rigore 4 – 5 | Faravelli Hoyos Previtali Schunke Landázuri |